# Pavel Blatný (skladatel)
Pavel Blatný (14. září 1931 Brno – 20. ledna 2021 Brno) byl český klavírista, hudební skladatel, hudební dramaturg, hudební vědec a publicista, dirigent a hudební pedagog. Pocházel z umělecké rodiny. Jeho dědeček Vojtěch byl v Brně varhaníkem a regenschorim, otec Josef Blatný byl varhaník, hudební skladatel a pedagog, matka Anna hrála dobře na klavír. Strýc Lev Blatný působil jakožto redaktor, spisovatel a dramatik, jeho syn, bratranec Pavla Blatného byl český básník Ivan Blatný.

## Život
Se hrou na klavír začínal už ve svém dětství, kdy ho učila jeho maminka Anna, již v deseti se pokoušel komponovat své první skladby. Po maturitě na gymnáziu studoval nejprve na brněnské konzervatoři hru na klavír a dirigování. Komponování studoval soukromě u Pavla Bořkovce v Praze, na Filosofické fakultě Masarykovy univerzity v Brně studoval také hudební vědu. Studium řádně ukončil jakožto promovaný historik. Ve studiích dále pokračoval v Německu (Darmstadt) a ve Spojených státech amerických (Boston). Od roku 1963 pracoval jakožto hudební dramaturg v Československé televizi, od roku 1973 jakožto vedoucí její hudební redakce v Brně, od konce 70. let vyučoval na brněnské JAMU.
Ve své skladatelské činnosti se věnoval všem druhům populární i vážné hudby, od hudby scénické a filmové přes hudbu vokální, komorní, symfonickou až po tzv. vyšší populár i jazz.
Zemřel v lednu 2021 ve věku 89 let.
Je pohřben na Ústředním hřbitově v Brně (skupina 38, hrob č. 67–68).

## Dílo, výběr

### komorní
- 1957 Suita pro dechy a klavír
- 1960 Suita 12 pro basklarinet a klavír
- 1963 Meditace pro klavír
- 1971 Diskuse pro housle, akordeon a kytaru
- 1972 Autokoláž pro klavír
- 1973 Scéna pro žestě
- 1978 Due pezzi per quintetto d'ottone

### vokální
- 1960 Letí, jaro, letí, Cyklus pro dětský sbor a komorní soubor
- 1976 Canto pro smíšený sbor
- 1980 Vrba, Kantáta na text K. J. Erbena
- 1981 Štědrý den, Kantáta na text K. J. Erbena[3]
- 1982 Polednice, Kantáta na text K. J. Erbena
- 1992 Tři básně Ivana Blatného

### orchestrální
- 1956 Koncert pro orchestr
- 1958 Koncert pro komorní orchestr
- 1965 10'30" pro symfonický orchestr
- 1974 Apel pro symfonický orchestr
- 1976 Kruh pro smyčce
- 1977 Dvě věty pro žestě
- 1981 Zvony pro symfonický orchestr
- 1983 Hommage a Gustav Mahler
- 1989 Podivné lásky

### hudebně dramatická
- 1971 Irkutská historie, Muzikál podle předlohy A. Arbuzova (1971)
- 1975 Večer tříkrálový, Hra se zpěvy a tanci na text W. Shakespeara
- 1975 Pohádky lesa, Televizní opera pro děti na libreto Z. Malého
- 1989 Loupežník, Muzikál

### další skladby jiných žánrů
- 1964 Koncert pro jazzorchestr
- 1964 Tre per S + H
- 1964 Dialog pro sopránový saxofon a jazzový orchestr
- 1964 Studie pro čtvrttónovou trubku a orchestr
- 1965 Für Graz
- 1966 Pour Ellis pro trubku a jazzový orchestr
- 1966 Dedicated to Berlin
- 1969 Quattro per Amsterodam pro soprán sólo, komorní a jazzový orchestr
- 1967 24. VII. 1967 pro jazzový orchestr
- 1968 D-E-F-G-A-H-C pro jazzový orchestr
- 1972 In modo classico pro smyčcové kvarteto a jazzový orchestr
- 1973 Studie pro Jiřího Kaniaka
- 1974 Tři skizzy pro smíšený sbor a jazzový orchestr
- 1974 In modo archaico pro klavír a jazzový orchestr
- 1981 Uno pezzo per Due Boemi